# جيري بليك
جيري بليك (بالإنجليزية: Jerry Blake)‏ هو عازف جاز أمريكي، ولد في 23 يناير 1908 في غاري في الولايات المتحدة، وتوفي في 31 ديسمبر 1961.

## وصلات خارجية
- جيري بليك على موقع ميوزك برينز (الإنجليزية)
- جيري بليك على موقع أول ميوزيك (الإنجليزية)
- جيري بليك على موقع أول ميوزيك (الإنجليزية)
- جيري بليك على موقع ديسكوغز (الإنجليزية)